# Christian Friedrich Lessing
Christian Friedrich Lessing ( 10 de agosto de 1809, Sycow, Baja Silesia, Polonia; † 1862 Krasnoyarsk, Siberia) fue un médico y botánico alemán. Era hermano del pintor Carl Friedrich Lessing (1808-1880).

## Obras
- Synopsis generum Compositarum…. 1832
- Reise durch Norwegen nach den Loffoden durch Lappland und Schweden. Berlín, 1831

## Honores

### Eponimia
Género
- (Asteraceae) Lessingia Cham.[1]

Especies
- (Alliaceae) Allium lessingii Kar. ex Ledeb.[2]

- (Apiaceae) Apinella lessingii Kuntze[3]

- (Apiaceae) Lomatopodium lessingianum Fisch. & C.A.Mey.[4]

- (Asteraceae) Achyrophorus lessingii Sch.Bip.[5]

- (Asteraceae) Cacalia lessingiana (Mart. ex DC.) Kuntze[6]

- (Asteraceae) Senecio lessingianus C.B.Clarke[7]

- (Chenopodiaceae) Camphorosma lessingii Litv.[8]

- (Fabaceae) Medicago lessingii Fisch. & C.A.Mey. ex Kar.[9]

- (Plumbaginaceae) Limonium lessingianum Lincz.[10]

- (Poaceae) Stipa lessingiana Trin. & Rupr.[11]

- (Rosaceae) Alchemilla lessingiana Juz.[12]

- (Tamaricaceae) Tamarix lessingii C.Presl ex Bunge[13]

- La abreviatura «Less.» se emplea para indicar a Christian Friedrich Lessing como autoridad en la descripción y clasificación científica de los vegetales.[14]